# Howie Morenz
Howard William „Howie“ Morenz (* 21. September 1902 in Mitchell, Ontario; † 8. März 1937 in Montréal, Québec) war ein kanadischer Eishockeyspieler, der von 1923 bis 1937 für die Canadiens de Montréal, Chicago Black Hawks und New York Rangers in der National Hockey League (NHL) auf der Position des Centers spielte. Mit den Canadiens gewann er dreimal den Stanley Cup. 1937 brach sich Morenz während eines Ligaspiels das linke Bein. Er starb wenig später an den Folgen einer Embolie, die nach der Operation des gebrochenen Beins entstand. Die Canadiens de Montréal sperrten daraufhin seine Rückennummer 7, sie wird seither von keinem weiteren Spieler des Teams mehr getragen.
Howie Morenz gehörte zu den ersten zwölf Eishockey-Persönlichkeiten, die 1945 in die neu gegründete Hockey Hall of Fame aufgenommen wurden. Am 15. Juni 1976 ehrte die kanadische Regierung Morenz dadurch, dass sie ihn zu einer „Person von nationaler historischer Bedeutung“ erklärte.

## Karriere

### Frühe Jahre (1902–1923)

#### Anfänge

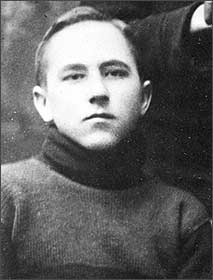
Morenz während seiner Zeit als Jugendspieler (Foto vor 1923).

Howie Morenz wurde am 21. September 1902 in der Ortschaft Mitchell in der kanadischen Provinz Ontario geboren. Auf dem zugefrorenen Thames River brachten die dort anwesenden älteren Spieler Morenz die Grundlagen des Stickhandlings und des Torschusses bei. Bereits in jungen Jahren fiel seine überdurchschnittlich hohe Geschwindigkeit positiv auf. Im Alter von acht Jahren hatte der Kanadier sein erstes offizielles Spiel, in welchem er als Torwart auflief und 21 Gegentore zuließ. Daraufhin wurde er in den folgenden Spielen von seinem Trainer als Rover eingesetzt.
1917 zog die Familie von Mitchell in die Nachbargemeinde Stratford. Howie Morenz trat 1920 dem örtlichen Juniorenverein Stratford Midgets aus der Ontario Hockey Association (OHA) bei. In der OHA-Saison 1920/21 erzielte er die meisten Tore, Torvorlagen und Scorerpunkte der Liga. Mit seinem Team gewann er in dieser Spielzeit den Ligatitel, außerdem erspielten sich die Midgets eine Teilnahme am Memorial-Cup-Finale, wo sie gegen die Winnipeg Falcons nach zwei Spielen mit 9:11 Toren unterlagen. Im zweiten Spiel der Serie erzielte Morenz einen Hattrick. Die folgende Spielzeit verbrachte der mittlerweile auf der Center-Position spielende Kanadier sowohl bei den Midgets, als auch bei dem Amateurteam Stratford Indians; in der Saison 1922/23 spielte er ausschließlich für die Indians.

#### Unterschrift in Montréal
Während eines im Dezember 1922 von der Canadian National Railway ausgetragenen Eishockeyturniers in Montréal erzielte Howie Morenz in einem Spiel neun Tore. Der Schiedsrichter dieser Begegnung war ein Freund Léo Dandurands, dem damaligen Präsidenten des National-Hockey-League-Klubs Canadiens de Montréal (Spitzname: Habs), und erzählte ihm von Morenz’ Leistung. Dandurand überzeugte sich im Januar 1923 persönlich von Howies Fähigkeiten und nahm im April desselben Jahres Vertragsverhandlungen mit dessen Vater William Morenz auf, da Howie mit damals 20 Jahren nicht rechtsmündig war. William lehnte die Angebote jedoch ab, da Howie zunächst seine noch zwei Jahre dauernde Ausbildung bei Canadian National Railway beenden sollte. Im Juli 1923 erfuhr Dandurand, dass Morenz mit dem NHL-Team Toronto St. Patricks in Verhandlungen stand. Dandurand schickte Cecil Hart nach Stratford, um deren Angebot zu überbieten. Am 7. Juli 1923 unterschrieb Howie Morenz schließlich einen Vertrag bei den Canadiens de Montréal über drei Jahre im Wert von 10.500 US-Dollar, zudem erhielt er als Unterschriftsbonus einen Scheck über 1.000 US-Dollar.

### Canadiens de Montréal (1923–1934)

#### Sofortiger Erfolg in der NHL

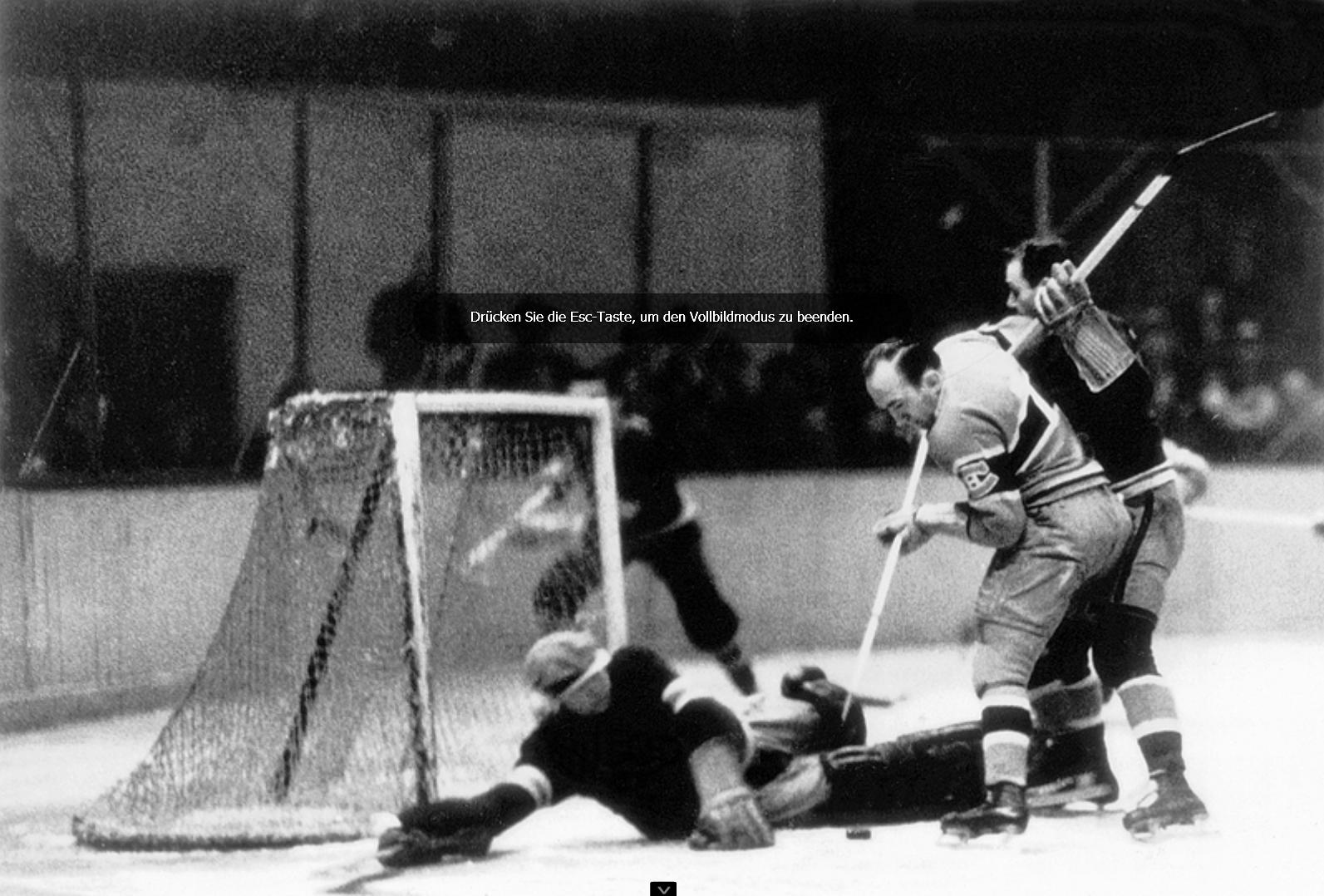
Morenz in einem Spiel gegen die New York Rangers.

Am 3. Dezember 1923 traf Morenz während des Trainingscamps zur Vorbereitung auf die NHL-Saison 1923/24 auf seine neuen Teamkollegen. Am 26. Dezember erzielte er in seinem ersten NHL-Spiel gegen die Ottawa Senators sein erstes Tor. Das NHL-Finale dieser Saison gewannen die Canadiens gegen Ottawa. In den Play-offs um den Stanley Cup besiegte Montréal im Halbfinale die Vancouver Maroons sowie im Finale die Calgary Tigers, wodurch die Canadiens ihren zweiten Stanley Cup gewannen. In der folgenden Saison gewannen die Habs das NHL-Finale gegen die Toronto St. Patricks, unterlagen im Stanley-Cup-Finale jedoch den Victoria Cougars. In der Spielzeit 1925/26 war Morenz, zusammen mit Aurèle Joliat, erfolgreichster Scorer der Canadiens de Montréal, trotzdem verpasste die Mannschaft die Play-offs. Auch 1926/27 führte er Montréal in der Punktewertung an. In den Play-offs dieser Saison besiegten die Canadiens im Viertelfinale den Lokalrivalen Montréal Maroons und schieden im Halbfinale gegen die Ottawa Senators aus.

#### Rekorde, Trophäen, weitere Meisterschaften

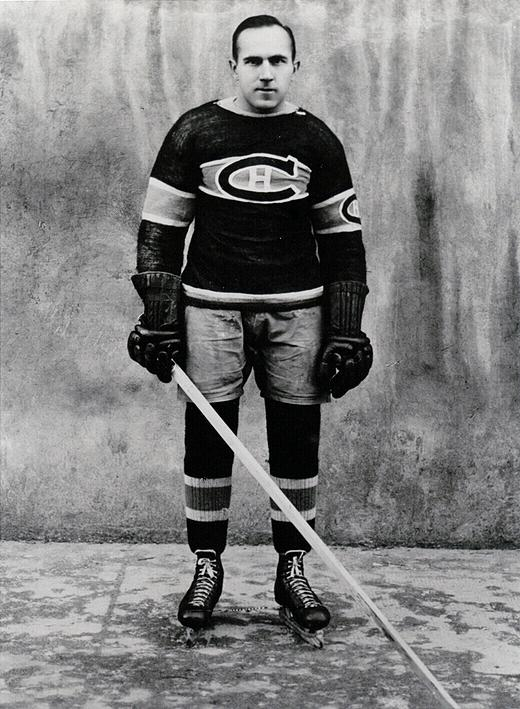
Howie Morenz im Trikot der Canadiens de Montréal, kurz nach dem Stanley-Cup-Erfolg 1930.

In der NHL-Saison 1927/28 erzielte Morenz 18 Torvorlagen und stellte damit den damaligen NHL-Rekord von Dick Irvin ein. Insgesamt kam der Kanadier auf 51 Scorerpunkte und war der erste Spieler, der mehr als 50 Punkte in einer Spielzeit erzielte. In Anerkennung an diese Leistungen erhielt Howie Morenz von der National Hockey League als wertvollster Spieler der regulären Saison die Hart Trophy. Mit 33 geschossenen Toren war er zudem erfolgreichster Torschütze der Liga. In den Play-offs schieden die Habs im Finale der Canadian Division gegen die Montréal Maroons aus. Auch in der Saison 1928/29 war Morenz erfolgreichster Punktesammler der Canadiens, in den Play-offs verlor das Team in der ersten Runde gegen die Boston Bruins die Best-of-Five-Serie mit 0:3 Spielen.
Während der NHL-Saison 1929/30 gab es eine Regeländerung, die Pässe in der Angriffszone nach vorne erlaubte, während vorher nur zurückgespielt werden durfte. Howie Morenz erzielte in dieser Saison in 44 Partien 40 Tore und war bester Scorer der Habs. In den Play-offs bezwangen die Canadiens in der ersten Runde die Chicago Black Hawks nach zwei Spielen mit 3:2 Toren, in der zweiten Runde besiegte Montréal die New York Rangers in der Best-of-Three-Serie mit 2:0 Spielen. Im Stanley-Cup-Finale trafen die Canadiens de Montréal auf die Boston Bruins. Die Canadiens gewannen die Serie mit 2:0 Spielen und erhielten den dritten Stanley Cup ihrer Franchise-Geschichte. In der Spielzeit 1930/31 war Morenz mit 51 erzielten Punkten erfolgreichster Scorer der National Hockey League. Zusätzlich erhielt der Kanadier seine zweite Hart Trophy und wurde in das First All-Star Team berufen. Die Canadiens gewannen nach Play-off-Siegen gegen Boston und Chicago erneut den Stanley Cup.
Im Anschluss an die reguläre Saison 1931/32 wurde Howie Morenz als erster Spieler überhaupt zum dritten Mal als wertvollster Spieler der National Hockey League ausgezeichnet. Am 17. März 1932 erzielte Morenz bei einem Spiel gegen die New York Americans seinen 334. Scorerpunkt und überholte damit Cy Denneny als erfolgreichsten Scorer in der NHL-Geschichte. In den Play-offs schieden die Habs in der ersten Runde gegen die New York Rangers aus. Auch ein Jahr später schieden die Canadiens in der ersten Runde gegen die Rangers aus. In dieser Spielzeit führte Morenz auch erstmals nach sieben aufeinander folgenden Jahren nicht die Scorerliste der Canadiens an; Aurèle Joliat erzielte vier Punkte mehr.

#### Abschied von den Habs

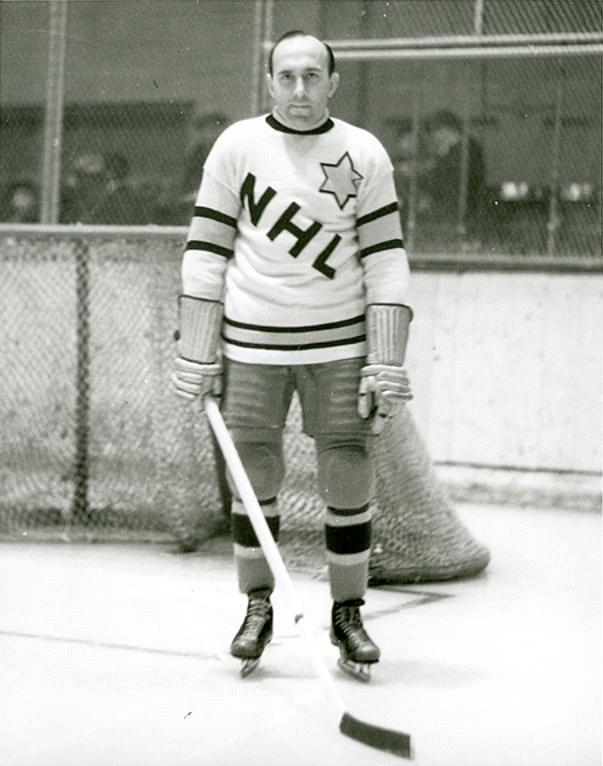
Morenz während des Ace Bailey Benefit Games (1934).

Die Saison 1933/34 sollte die vorerst Letzte für Howie Morenz in Montréal werden. Am 23. Dezember 1933 erzielte der Center sein 249. Tor und überholte damit erneut Cy Denneny als besten Torschützen aller Zeiten. Am 2. Januar 1934 verdrehte sich Morenz während eines Ligaspiels einen Knöchel. Der Spieler verletzte sich dadurch am Knochen, zudem erlitt er einen Bänderriss. Der Kanadier fehlte seinem Team für einen Monat und konnte nach seiner Rückkehr zur Mannschaft nicht mehr auf dem vorherigen hohen Niveau spielen. Daraufhin wurde Morenz von den Fans der Canadiens ausgebuht, außerdem kamen erste Transfergerüchte auf. Während der ersten Play-off-Runde gegen die Chicago Black Hawks bestätigte Teampräsident Léo Dandurand, dass mehrere Teams Interesse an Morenz zeigten. Montréal verlor die Serie gegen Chicago nach zwei Spielen mit 4:3 Toren, dabei brach sich Morenz während der zweiten Partie einen Daumen.
Nach der Niederlage äußerte sich Howie Morenz zu den Wechselgerüchten und sagte, er werde nur für Montréal spielen. Das Management der Canadiens arbeitete jedoch trotz dieser Aussage an einem Spielerwechsel. Howie Morenz’ Zweifel an einer Zukunft in Montréal wurden neben Zeitungsberichten zusätzlich von der Teamleitung genährt, die nicht mit ihren Starspieler kommunizierte. Am 3. Oktober 1934 wurde Howie Morenz zusammen mit Lorne Chabot und Marty Burke zu den Chicago Black Hawks transferiert, die Canadiens de Montréal erhielten im Gegenzug die Spieler Leroy Goldsworthy, Lionel Conacher und Roger Jenkins.

### Chicago, New York, Rückkehr nach Montréal (1934–1937)

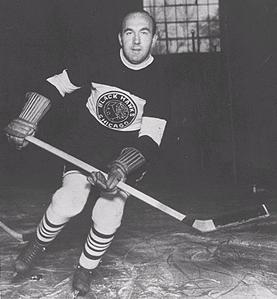
Morenz im Trikot der Chicago Black Hawks (Foto ca. 1934–1935).

In seiner ersten Saison in Chicago absolvierte Howie Morenz alle 48 Ligaspiele und konnte seine Punkteausbeute aus der Vorsaison verbessern. Die Black Hawks erreichten die Play-offs, schieden aber in der ersten Runde gegen die Montreal Maroons aus. Die zweite Spielzeit bei den Black Hawks verlief weniger gut. Der Kanadier fühlte sich bei seinem Team unwohl, bekam weniger Zeit auf dem Eis pro Spiel zugesprochen und wurde für einige Partien ganz aus Chicagos Kader entfernt. Am 26. Januar 1936 wurde Morenz schließlich von den Chicago Black Hawks im Tausch gegen Glenn Brydson an die New York Rangers abgegeben. Howie Morenz absolvierte noch 19 Partien für die Rangers und beendete die Spielzeit mit insgesamt 21 Punkten in 42 Spielen.
Im Sommer 1936 verpflichteten die Canadiens de Montréal Cecil Hart als neuen Cheftrainer, der unter der Bedingung unterschrieb, dass das Management der Canadiens Morenz zurück zu den Habs holt. Am 1. September wurde Morenz’ Vertrag bei den Rangers von den Canadiens aufgekauft. Ursprünglich wurde von dem mittlerweile 34 Jahre alten Stürmer hauptsächlich moralische Unterstützung für das Team erwartet. Morenz fand aber unter seinen ehemaligen Teamkollegen Aurèle Joliat und Johnny Gagnon zu alter Form zurück. Besonders seine Geschwindigkeit erinnerte an frühere Tage. Zur Mitte der Saison 1936/37 hatte Morenz 20 Punkte erzielt, was eine deutliche Steigerung gegenüber vorherigen Spielzeiten zum selben Zeitpunkt war.

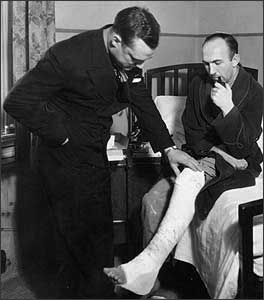
Howie Morenz im Krankenhaus nach seinem Beinbruch (1937).

Am 28. Januar 1937 spielten die Canadiens de Montréal zu Hause gegen die Chicago Black Hawks. Im ersten Spielabschnitt lief Morenz dem Puck in Chicagos Verteidigungszone hinterher, dabei wurde er von Black Hawk Earl Seibert verfolgt. Bei dem Versuch, den Puck zu erreichen, stürzte Morenz in die als Spielfeldbegrenzung fungierende Holzbande und blieb dabei mit der Kufe seines linken Schlittschuhs im Holz stecken. Mit seinem Sturz brachte er auch Seibert zu Fall, der sein Gleichgewicht verlor und auf Morenz’ feststeckendes Bein fiel. Durch den Aufprall brach Howie Morenz’ linkes Bein an vier Stellen.

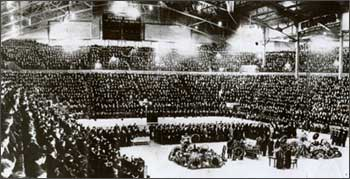
Trauerfeier für Morenz im Montréal Forum.

Im Krankenhaus wurde dem Sportler klar, dass er nie wieder Eishockey würde spielen können, wodurch er depressiv wurde. Im Februar erlitt Morenz einen Nervenzusammenbruch. Am 8. März 1937 beklagte sich Morenz über Brustschmerzen, was die Ärzte als einen Herzanfall diagnostizierten. Gegen Mittag desselben Tages brach Howie Morenz auf dem Weg in den Waschraum auf dem Krankenhausflur zusammen und starb wenig später. Als Todesursache gilt ein Herzinfarkt auf Grund einer Embolie, hervorgerufen durch ein Blutgerinnsel in seinem gebrochenen Bein.
Das für den 9. März angesetzte Spiel der Habs gegen die Montréal Maroons wurde ursprünglich von der National Hockey League abgesagt, auf Wunsch von Morenz’ Witwe jedoch ausgetragen. Die Spieler beider Mannschaften trugen schwarze Armbänder als Zeichen der Trauer, außerdem wurden vor Spielbeginn zwei Schweigeminuten eingelegt. Am 10. März wurde in Montréals Heimspielstätte, dem Montréal Forum, die Trauerfeier für Morenz ausgerichtet, der 50.000 Fans beiwohnten und die live im Rundfunk übertragen wurde. Anschließend wurde der Sarg in Anwesenheit von fast 250.000 Menschen durch die Straßen von Montréal gefahren und im Friedhof Mont-Royal beigesetzt.

## Erfolge und Auszeichnungen
| - 1924 Stanley-Cup-Gewinn mit den Canadiens de Montréal - 1928 Hart Trophy - 1928 Bester Scorer der NHL - 1928 Bester Torschütze der NHL - 1930 Stanley-Cup-Gewinn mit den Canadiens de Montréal - 1931 Stanley-Cup-Gewinn mit den Canadiens de Montréal - 1931 Hart Trophy | - 1931 Bester Scorer der NHL - 1931 NHL First All-Star Team - 1932 Hart Trophy - 1932 NHL First All-Star Team - 1933 NHL Second All-Star Team - 1945 Aufnahme in die Hockey Hall of Fame (posthum) |

## Karrierestatistik

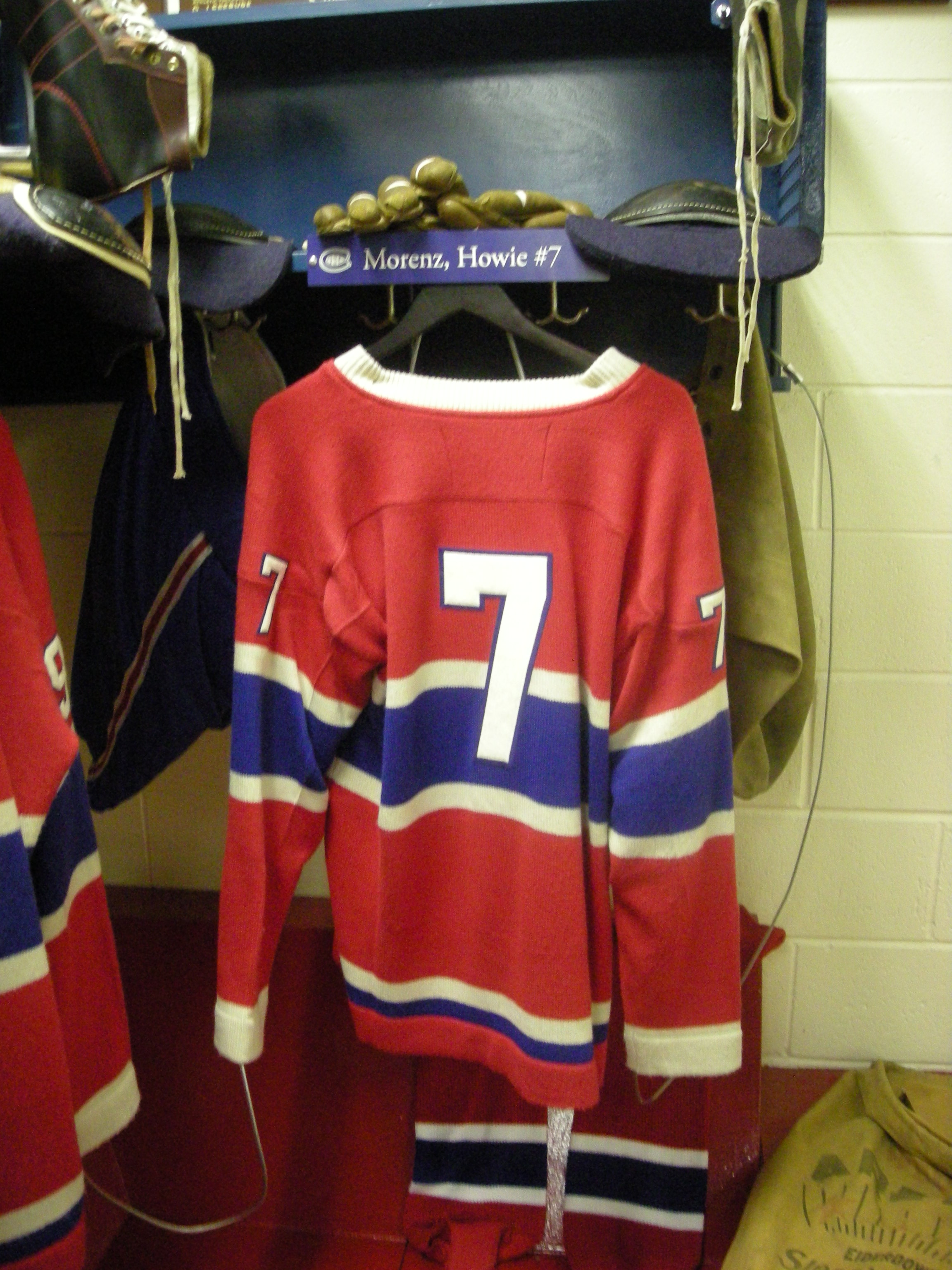
Nachbildung von Morenz’ Platz in der Umkleidekabine der Canadiens de Montréal in der Hockey Hall of Fame.

(Legende zur Spielerstatistik: Sp oder GP = absolvierte Spiele; T oder G = erzielte Tore; V oder A = erzielte Assists; Pkt oder Pts = erzielte Scorerpunkte; SM oder PIM = erhaltene Strafminuten; +/− = Plus/Minus-Bilanz; PP = erzielte Überzahltore; SH = erzielte Unterzahltore; GW = erzielte Siegtore; 1 Play-downs/Relegation; Kursiv: Statistik nicht vollständig)

## Vermächtnis

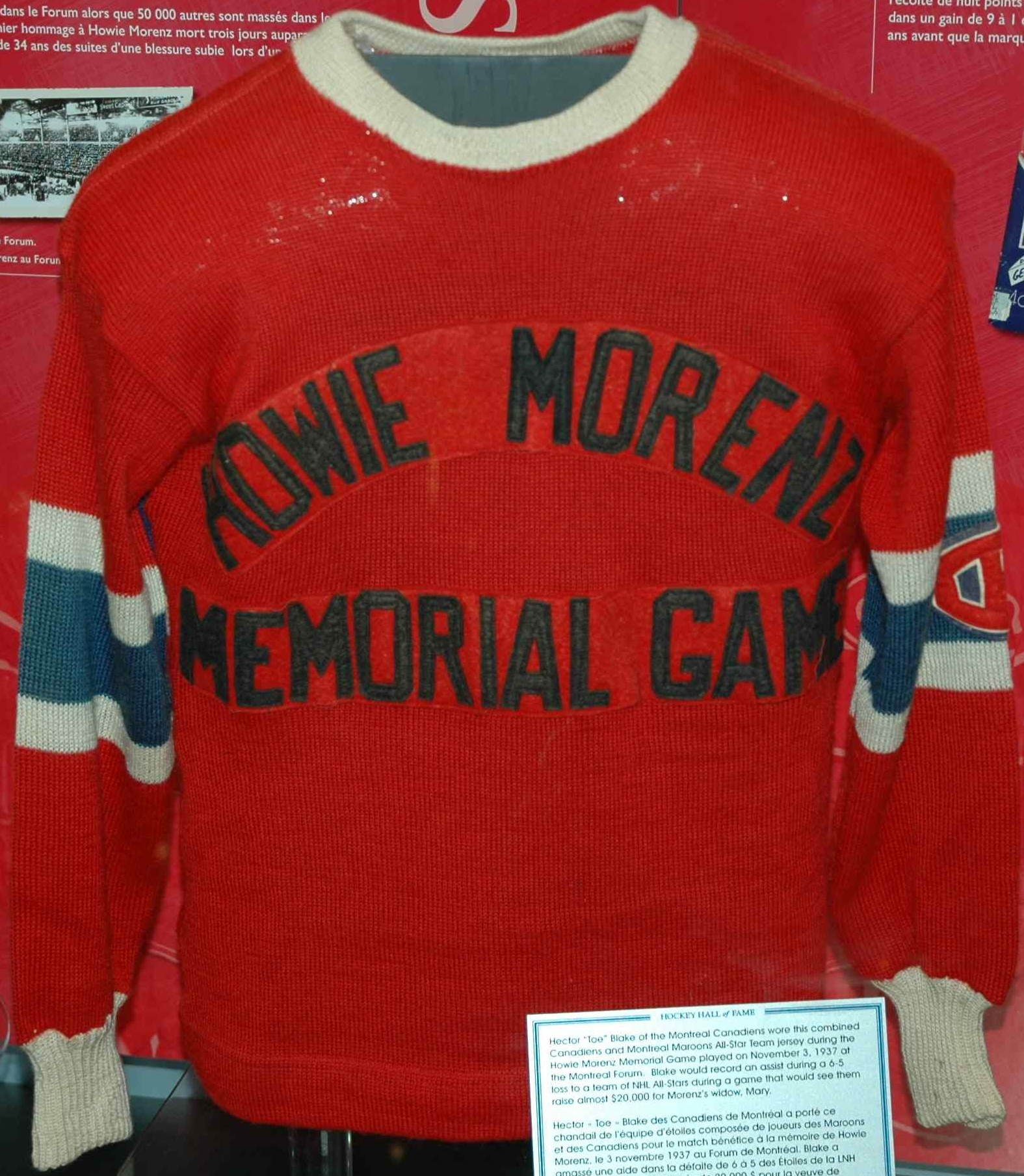
Toe Blakes Trikot aus dem Howie Morenz Memorial Game.

Die Stadt Montréal betrauerte den Tod von Howie Morenz monatelang. Am 2. November 1937 wurde sein Trikot mit der Rückennummer 7 von den Canadiens de Montréal gesperrt und an die Hallendecke des Montréal Forum gehängt. Sie wird seither an keinen Spieler der Habs mehr vergeben. Fünf Tage später wurde das Howie Morenz Memorial Game zugunsten der Familie von Morenz ausgetragen.
Morenz führte die Scorerliste der Canadiens zwischen 1926 und 1932 sieben Spielzeiten in Folge an. Zum Zeitpunkt seines Todes war er mit 472 erzielten Punkten erfolgreichster Scorer in der Geschichte der National Hockey League. Howie Morenz gehörte zu den ersten zwölf Eishockey-Persönlichkeiten, die 1945 in die neu gegründete Hockey Hall of Fame aufgenommen wurden. Bei einer landesweiten Umfrage der The Canadian Press 1950 wurde Morenz zum besten Eishockeyspieler der ersten Jahrhunderthälfte gewählt. Bei einer The-Hockey-News-Umfrage 1998 wurde der Kanadier zum 15. besten Spieler aller Zeiten gewählt.

## Spielstil
Morenz’ hervorstechende spielerische Merkmale waren seine Geschwindigkeit und seine Beweglichkeit auf dem Eis. Der Center besaß sehr gute Scoring-Qualitäten, entwickelte sich bereits in seiner ersten Saison in der National Hockey League zum Publikumsliebling und galt als erster Superstar des Eishockeys.
Howie Morenz wurde als intelligenter Spieler bezeichnet, der seinen Gegenspielern einen Gedanken voraus war. Er war ein trickreicher Spieler, der im Schnitt 40 Minuten pro Partie auf dem Eis stand und dem körperbetonten Spiel nicht abgeneigt war.

## Familie und Persönliches
Howie Morenz hatte vier Geschwister, drei Schwestern und einen Bruder. Er heiratete 1926 seine Freundin Mary Stewart, zusammen hatten sie drei Kinder, zwei Söhne und eine Tochter. Die Tochter heiratete später den Eishockeyspieler und Hockey-Hall-of-Fame-Mitglied Bernie Geoffrion, der von 1950 bis 1964 bei den Canadiens de Montréal spielte und dessen Rückennummer 5 von den Canadiens im April 2006 gesperrt wurde. Morenz’ und Geoffrions Nummern hängen Seite an Seite an der Hallendecke von Montréals Heimspielstätte, dem Bell Centre. Geoffrions Sohn Dan bestritt in der NHL-Saison 1979/80 32 Partien für die Canadiens. Blake Geoffrion, Morenz’ Ur-Enkel, absolvierte 2011 seine ersten Einsätze in der National Hockey League für die Nashville Predators, wodurch er zum ersten NHL-Spieler in der vierten Familien-Generation wurde.
1917 versuchte Morenz, sich unter Angabe eines falschen Alters bei den kanadischen Streitkräften einzuschreiben. Dieser Plan wurde von seiner Mutter verhindert, die den Anwerbern sein wahres Alter mitteilte. Howie Morenz war begeisterter Anhänger von Pferdewetten, außerdem spielte er die Ukulele.